# Dandougou Fakala
Ne doit pas être confondu avec Fakala.
Dandougou Fakala est une commune rurale du Mali, dans l'arrondissement de Konio, le cercle de Djenné et la région de Mopti. Elle a pour chef-lieu Konio.

## Villages
La commune s'étend sur 9 localités relevées lors du recensement général de 2009. 
Les villages les plus peuplés sont :
- Bougoula (1 623 habitants)
- Konio Marka (1 592 habitants)
- Touara (1 374 habitants)
- Sirabougou Bambara (1 196 habitants), Sirabougou Peulh (117 habitants)